# كيسوكي هوشينو
كيسوكي هوشينو (باليابانية: 星野 圭佑) (21 أغسطس 1985 في غونما في اليابان – )؛ هو لاعب كرة قدم ياباني سابق كان يلعب كمدافع.

## وصلات خارجية
- كيسوكي هوشينو على موقع رابطة كرة القدم اليابانية للمحترفين (اليابانية)
- كيسوكي هوشينو على موقع قاعدة بيانات كرة القدم.إي يو (الإنجليزية)
- كيسوكي هوشينو على موقع Soccerway.com (الإنجليزية)
- كيسوكي هوشينو على موقع عالم كرة القدم.نت (الإنجليزية)